# Monhystera paradisjuncta
Monhystera paradisjuncta är en rundmaskart som beskrevs av De Coninck 1943. Monhystera paradisjuncta ingår i släktet Monhystera och familjen Monhysteridae. Inga underarter finns listade i Catalogue of Life.